# Nepotilla
Nepotilla é um gênero de gastrópodes pertencente a família Raphitomidae.

## Descrição
Este gênero é aliado ao Eucyclotoma por sua protoconcha com ranhuras em espiral, mas distingue-se por seu tamanho diminuto, pináculo com torre e poucos verticilos.

## Distribuição
Espécies deste gênero ocorrem na Nova Zelândia e Austrália (Nova Gales do Sul, Queensland, Austrália Meridional, Tasmânia, Vitória).

## Espécies
- Nepotilla aculeata (May, 1916)[3]
- Nepotilla amoena (Sars G.O., 1878)[4]
- †Nepotilla bartrumi Laws, 1939
- Nepotilla bathentoma (Verco, 1909)[5]
- Nepotilla carinata Laseron, 1954[6]
- Nepotilla diaphana May, 1920[7]
- Nepotilla excavata (Gatliff, 1906)[8]
- Nepotilla fenestrata (Verco, 1909)[9]
- Nepotilla finlayi Powell, 1937[10]
- Nepotilla lamellosa (Sowerby III, 1896)[11]
- Nepotilla marmorata (Verco, 1909)[12]
- Nepotilla microscopica (May, 1916)[13]
- Nepotilla mimica (Sowerby III, 1896)[14]
- Nepotilla minuta (Tenison-Woods, 1877)[15]
- Nepotilla nezi (Okutani, 1964)
- Nepotilla nitidula Powell, 1940[16]
- Nepotilla powelli Dell, 1956[17]
- Nepotilla serrata Laseron, 1954[18]
- Nepotilla triseriata (Verco, 1909)[19]
- Nepotilla tropicalis Hedley, 1922[20]
- Nepotilla vera Powell, 1940[21]